# Dobrudża Dobricz
Futbolen Kłub Dobrudża 1919 Dobricz (bułg. Футболен Клуб Добруджа 1919 Добрич) – bułgarski klub piłkarski powstały w 1916 roku z połączenia trzech drużyn lokalnych w Dobriczu. Od 1962 roku, czyli debiutu w I lidze, występuje pod obecną nazwą, wcześniej był znany jako Czerweno Zname, Spartak i Sławia.
Zespół łącznie w ekstraklasie spędził czternaście sezonów: 1962–1963, od 1966 do 1969, od 1991 do 2000 oraz 2003-2004. Nigdy nie należał do potentatów ligi i zawsze zadaniem kolejnych szkoleniowców była obrona przed spadkiem. Najwyższe miejsce w historii, siódme, Dobrudża zajęła na finiszu rozgrywek 1995–1996.
Na zapleczu ekstraklasy drużyna grała od 2005 do 2007 roku. W sezonie 2006–2007 zespół nie zdołał utrzymać się w II lidze.
Od lipca 2006 roku trenerem Dobrudży jest były opiekun drużyny młodzieżowej tego klubu Walentin Pejczew.

## Sukcesy
- awans do ekstraklasy w sezonach: 1961–62, 1965–66, 1990–91 i 2002–03

- VII miejsce w ekstraklasie (najwyższe w historii): w sezonie 1995–1996

## Stadion
Stadion Drużba w Dobriczu posiada 18 tysięcy miejsc, w tym prawie 13 tysięcy siedzących.